# ズビグニェフ・セイフェルト
ズビグニェフ・セイフェルト（ポーランド語: Zbigniew Seifert、1946年6月7日 - 1979年2月15日）は、ポーランドのジャズ・ヴァイオリニスト。
セイフェルトは、1946年にポーランドのクラクフで生まれた。キャリアの早い段階でアルトサックスを演奏し、ジョン・コルトレーンの影響を強く受けた。1970年にトーマス・スタンコ・クインテットで演奏を始めたとき、ジャズ・ヴァイオリンに専念し、32歳に癌で亡くなる前に現代の主要なジャズ・ヴァイオリニストの一人となった。彼はクラクフにあるラコウィッキ墓地に埋葬されている。

## ディスコグラフィ

### リーダー・アルバム
- Zbigniew Seifert (1977年、Capitol)
- 『マン・オブ・ザ・ライト』 - Man of the Light (1977年、MPS)
- 『ソロ・ヴァイオリン』 - Solo Violin (1978年、EMI Electrola)
- Passion (1979年、Capitol)
- Kilimanjaro (1979年、PolJazz)
- We'll Remember Zbiggy (1979年、Mood)
- We'll Remember Komeda (1998年、Polonia)
- Live in Hamburg 1978 (2006年、Milo)
- Nora (2010年、GAD)
- Live in Solothurn (2017年、Zbigniew Seifert Foundation)
- 『ポーリッシュ・レディオ・ジャズ・アーカイヴズ』 - Zbigniew Seifert (2018年、Polskie Radio)

### 参加アルバム
トーマス・スタンコ
- Music for K (1970年、Polskie Nagrania)
- Jazzmessage from Poland (1972年、B.Free)
- Purple Sun (1973年、Calig)
- W Pałacu Prymasowskim (1983年、PolJazz)

その他
- ブギー・ピンプス : The Music in Me (2005年、Superstar)
- ハンス・コラー : Kunstkopfindianer (1974年、MPS/BASF)
- ハンス・コラー : Nome (2017年、B.Free)
- フォルカー・クリーゲル : Lift! (1973年、MPS/BASF)
- ヨアヒム・キューン : Cinemascope (1974年、MPS/BASF)
- ヨアヒム・キューン : 『スプリングフィーヴァー』 - Springfever (1976年、Atlantic)
- チャーリー・マリアーノ : Helen 12 Trees (1976年、MPS/BASF)
- グレン・ムーア : Introducing (1979年、Elektra)
- オレゴン : 『ヴァイオリン』 - Violin (1978年、Vanguard)
- ジリ・スティビン : 5 Ran Do Cepice (1972年、Supraphon)
- ヤスパー・ファントフ : Eye Ball (1974年、Keytone)
- プタシュン・ヴルブレフスキ : Sprzedawcy Glonow (1973年、Polskie Nagrania)